# Броненосцы типа «La Galissoniere»
Броненосцы типа «La Galissoniere» — серия стационерных броненосцев 3-го ранга ВМС Франции, построенных в начале 1870-х для колониальной службы. Являлись развитием предыдущего типа «Альма». Из-за финансовых последствий франко-прусской войны, два из трех кораблей сильно задержались на стапелях, и вступили в строй лишь спустя 7-10 лет после начала постройки, уже являясь в общем-то устаревшими.

## История
Броненосцы типа «Альма», в целом удачные, тем не менее не полностью удовлетворяли требованиям колониальной службы во французском флоте. Главным их недостатком считалась малая скорость, не позволявшая эффективно перехватывать крейсера и торговые корабли неприятеля. Вооружение их также было недостаточно мощным: к концу 1860-х число броненосных кораблей в британском флоте существенно возросло, и даже броненосцы, предназначенные для колониальной службы должны были теперь нести орудия, способные пробивать броню.
Для решения проблемы, главный инженер флота, Анри Дюпуи де Лом разработал более крупную и быстроходную версию броненосцев «Альма», вооруженную гораздо более мощными нарезными 240-миллиметровыми орудиями. По его мнению, такой небольшой броненосец мог бы решать те же задачи что и «Альма» — оборона колониальных владений, поддержание порядка среди туземного населения и нападение на колониальные владения противника — но был бы более эффективен против вражеских броненосных сил.
Все три броненосца серии имели деревянные корпуса, обшитые железными плитами. Французская промышленность 1860-х все еще не могла обеспечить массовое строительство из железа даже океанских броненосцев, не говоря уже о «дешевых» стационерных кораблях. Кроме того, немаловажным фактором был еще и вопрос ремонта: ремонт деревянного корпуса на ограниченной судоремонтной базе французских колоний был куда проще железного.

## Конструкция
Три броненосца серии «Ля Галлисоньер» имели полное водоизмещение около 4580 тонн, при длине 76,62 метра, ширине 14,84 метра и осадке 6,55 метра. Подобно всем французским кораблям, они имели характерный сильный завал бортов внутрь, в результате чего верхняя палуба была гораздо уже чем корпус по ватерлинии. «Ля Галлисоньер» был чуть короче и шире двух других кораблей.

### Вооружение
Основное вооружение броненосцев составляли шесть новых 240-миллиметровых 19-калиберных пушек образца 1870 года. Два орудия стояли в барбетах на верхней палубе: барбеты были вынесены за пределы палубы на спонсонах, и за счет сильного среза бортов в верхней части, могли вести погонный и ретирадный огонь без риска повредить корпус. Еще четыре орудия стояли по углам центрального бронированного каземата на главной палубе.
Для того времени, это были мощные и современные нарезные пушки, способные запустить 144-килограммовый снаряд на скорости до 495 м/с. На полигоне, выстрел литым бронебойным снарядом пробивал в упор 356-мм броневую плиту. Считалось, что в боевых условиях 240-мм пушки смогут пробивать стандартную для броненосцев 1860-х броню толщиной в 114—120 миллиметров с дистанции до 1000 метров.
Это вооружение согласно исходному проекту было дополнено четырьмя 120-миллиметровыми пушками, стоявшими на верхней палубе. Не способные пробивать броню, эти легкие орудия предназначались для борьбы с деревянными единицами противника и поражения небронированых частей броненосцев. Подобное вооружение получил только «Ля Галлисоньер»: два последних корабля, модифицированные по проекту Саббатье, имели в носовой части дополнительное 194-миллиметровое погонное орудие, стрелявшее через порт под бушпритом, и вместо четырех 120-мм орудий получили шесть 138-мм орудий.
Корабли впервые во французском флоте получили еще на стапеле противоминное вооружение. Четыре 37-миллиметровые четырехствольные револьверные пушки Гочкисса стреляли со скоростью 30 выстрелов в минуту и предназначались как для борьбы с миноносцами, так и для обстрела такелажа и палубы кораблей противника в бою.
Все три корабля были оснащены стандартным для французского флота плугообразным тараном. В качестве дополнительного вооружения, «Ля Галлисоньер» также нес несколько буксируемых мин Гарвея, буксировавшихся за кораблем на троссе и предназначенных для подведения маневром под корпус вражеского корабля (после чего мина детонировалась электрическим запалом по сигналу с мостика). Мины рассматривались как в основном оборонительное оружие: предполагалось, что наличие буксируемых мин и риск налететь на них не позволит вражескому кораблю таранить французский броненосец. В 1880-х такие мины установили и на два других броненосца.

### Броневая защита
Броневая защита кораблей состояла из сплошного 150-миллиметрового железного пояса по ватерлинии. Высота пояса составляла около 2,4 метров, он подкреплялся подкладкой из 650-мм тика. Батарея защищалась со всех сторон 120-мм броней на 500-мм тиковой подкладке. Корпус за пределами батареи не был бронирован, но деревянные борта снаружи были покрыты железными листами для защиты от горящих обломков. Барбеты на верхней палубе защищались 120-мм плитами.

### Силовая установка
«Ля Галлисоньер» был оснащен двумя вертикальными компаунд-машинами Вольфа, работавшими на два винта. Четыре овальных котла обеспечивали мощность в 2370 л.с. и максимальную скорость в 13,08 узлов. Запаса угля хватало на 6000 км стандартного 10-узлового хода.
Два других корабля были одновинтовыми, с одной машиной мощностью в 2214 л.с. Их скорость не превышала 12,75 узлов, и дальность их плавания не превышала 5070 км.
Все три корабля несли полное парусное вооружение, считавшееся необходимым для службы в колониях (где расстояния между угольными станциями были велики).

## Служба

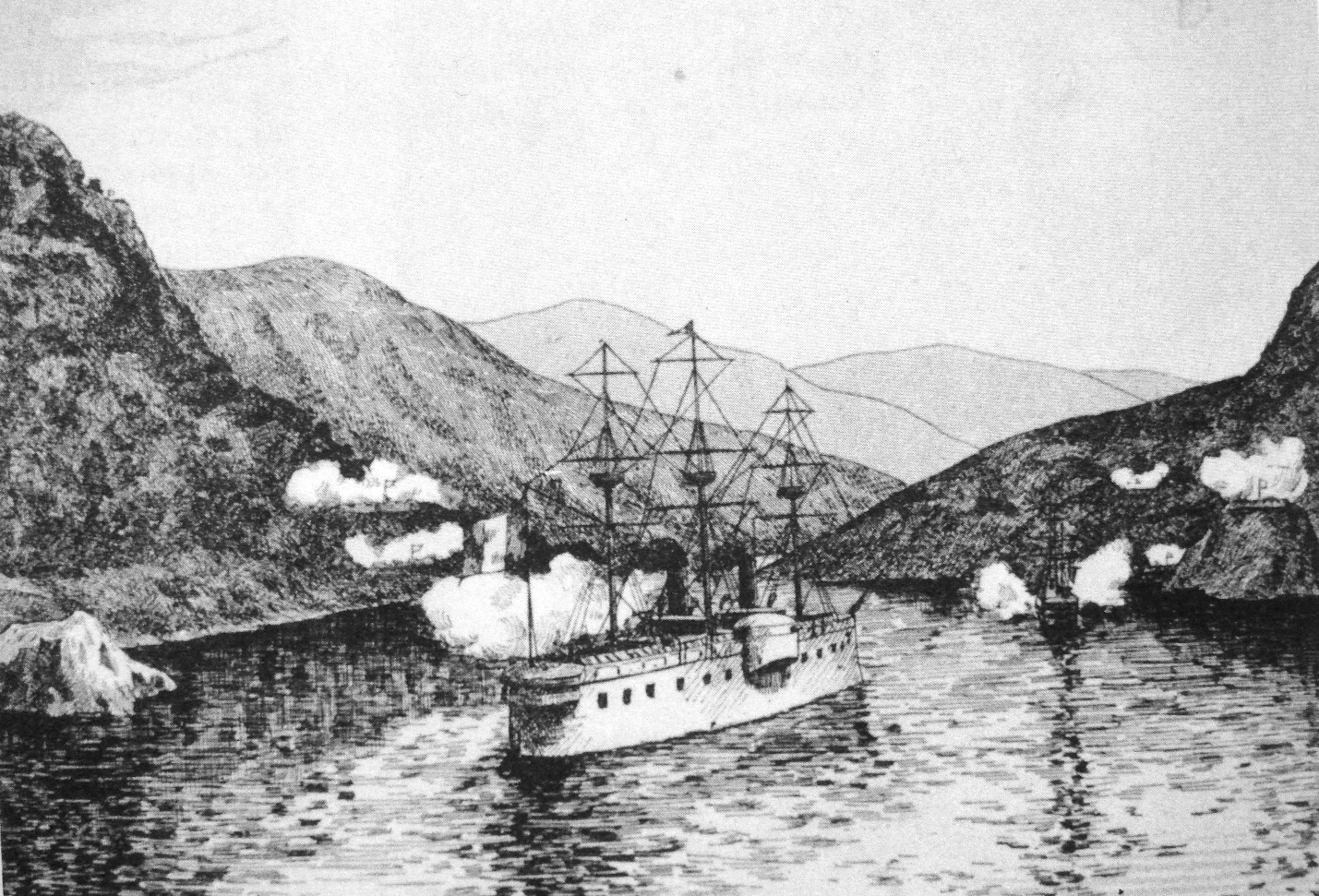
«Триомфан» в бою на реке Мин, 27 августа 1884. Впереди небронированный крейсер «Дюге-Труэ»

«Ля Галлисоньер» был заложен в 1868 и введен в строй в 1874 году, спустя 6 лет после закладки. Двум его систершипам, заложенным в 1869, повезло меньше — из-за франко-прусской войны финансирование флота в середине 1870-х было резко сокращено, и основные средства направлялись на постройку океанских броненосцев, считавшихся более важными для флота. В результате, «Викторьез» вступил в строй только в 1876, а «Триомфан» — в 1880 году, уже являясь морально устаревшим. Впрочем, для колониальных театров моральная устарелость корабля была далеко не столь важна, и все три броненосца рассматривались как ценное дополнение к французским колониальным силам.
«Ля Галлисоньер» изначально был направлен в Карибское Море, охраняя интересы Франции в располагающихся там колониях, но в 1881 году был отозван в метрополию и присоединен к Левантскому Эскадрону, принимавшему участие в бомбардировке порта Сфакс во время завоевания Туниса. В 1884, «Ля Галлисоньер» и недавно вошедший в строй «Триомфан» были направлены на Дальний Восток. Оба корабля приняли активное участие во франко-китайской войне 1884—1885 года, причем «Триомфан» принял участие в сражении при Фучжоу и захвате Пескадорских Островов.
«Викторьез» в активных военных действиях не участвовал. Сразу после ввода в строй, он был помещен в резерв и выведен из него лишь в начале 1880-х. Корабль некоторое время был флагманом Китайского Эскадрона (передав эту роль в 1884 «Ля Галлисоньер») после чего служил в Левантском Эскадроне.
В 1894—1900 все три корабля были списаны.